# Fabio Galante
Fabio Galante (né le 20 novembre 1973 à Montecatini Terme, dans la province de Pistoia, en Toscane) est un joueur de football italien évoluant au poste de défenseur central.

## Biographie
Fabio Galante est sans club depuis la fin de son contrat avec Livourne Calcio à la fin de la saison 2007-2008. Cependant, début novembre 2008, le joueur resigne un contrat avec le club amaranto pour la présente saison, après avoir refusé des offres plus intéressantes financièrement, notamment du Qatar et des États-Unis. Le désormais nouveau n°66 de l'équipe toscane effectuera son retour sur un terrain le 20 décembre face à l'US Sassuolo en rentrant en cours de jeu à la 67e minute. 
Lors de la saison du retour parmi l'élite (saison 2009 - 2010) il n'apparaît que très peu. Ainsi, au départ de Serse Cosmi dans les dernières journées du championnat, il n'hésite pas à critiquer ouvertement son ancien entraîneur en lui reprochant de l'avoir écarté de l'équipe-première en compagnie d'autres joueurs.
Les principales qualités de ce joueur sont sa fidélité (il est resté en moyenne 3 ans dans ses différents clubs), son abnégation et son leadership. Il fut capitaine de Livourne Calcio lors de la saison 2007-2008, durant l'absence de David Balleri.

## Vie extra-sportive
Le joueur traîne une réputation de séducteur et fréquente régulièrement le monde de la nuit. Il compte parmi ses conquêtes amoureuses des personnalités de la télé italienne comme Laura Freddi ou Giorgia Palmas. Il a aussi conseillé à son président Aldo Spinelli l'acquisition d'Alessandro Diamanti, joueur qu'il a rencontré lors d'une escapade nocturne en discothèque. Celui-ci deviendra ainsi le petit protégé du défenseur au sein de l'effectif livournais.

## Carrière en club
- 1990 - 1991 : Empoli  Italie, Serie C1, 2 matchs
- 1991 - 1992 : Empoli  Italie, Serie C1, 16 matchs, 2 buts
- 1992 - 1993 : Empoli  Italie, Serie C1, 30 matchs, 1 but
- 1993 - 1994 : Genoa CFC  Italie, Serie A, 25 matchs, 2 buts
- 1994 - 1995 : Genoa CFC  Italie, Serie A, 30 matchs, 2 buts
- 1995 - 1996 : Genoa CFC  Italie, Serie B, 30 matchs, 3 buts
- 1996 - 1997 : Inter Milan  Italie, Serie A, 18 matchs et 4 matchs en C3
- 1997 - 1998 : Inter Milan  Italie, Serie A, 20 matchs, 2 buts et 7 matchs en C3
- 1998 - 1999 : Inter Milan  Italie, Serie A, 17 matchs et 9 matchs en C1 pour 1 but
- 1999 - 2000 : Torino FC  Italie, Serie A, 23 matchs, 2 buts
- 2000 - 2001 : Torino FC  Italie, Serie B, 27 matchs
- 2001 - 2002 : Torino FC  Italie, Serie A, 33 matchs, 4 buts
- 2002 - 2003 : Torino FC  Italie, Serie A, 20 matchs
- 2003 - 2004 : Torino FC  Italie, Serie B, 22 matchs
- 2004 - 2005 : Livourne Calcio  Italie, Serie A, 26 matchs
- 2005 - 2006 : Livourne Calcio  Italie, Serie A, 35 matchs, 2 buts
- 2006 - 2007 : Livourne Calcio  Italie, Serie A, 32 matchs, 1 but et 7 matchs en C3 pour 1 but
- 2007 - 2008 : Livourne Calcio  Italie, Serie A, 34 matchs, 2 buts
- 2008 - 2009 : Livourne Calcio  Italie, Serie B, 13 matchs, 1 but
- 2009 - 2010 : Livourne Calcio  Italie, Serie A, 9 matchs[3]

## Palmarès
- Vainqueur de la Coupe de l'UEFA en 1998 avec l'Inter Milan
- Champion d'Europe des moins de 21 ans en 1994 et 1996